# Fat Freddy's Drop
Fat Freddy's Drop és una banda neozelandesa formada per set músics de Wellington, l'estil musical de la qual s'ha caracteritzat per la combinació de dub, reggae, soul, jazz, rhythm and blues i techno. En origen fou una jam band formada a finals de la dècada del 1990 per músics provinents d'altres bandes de Wellington, tot i que amb el temps Fat Freddy's Drop es va convertir en el projecte principal dels seus membres. Aquests, però, han seguit tocant amb els seus grups respectius, The Black Seeds, TrinityRoots, Bongmaster i altres. Fat Freddy's Drop són coneguts per les seves improvisacions en directe.
El grup va obtenir reconeixement internacional l'any 2003 després que el seu senzill «Midnight Marauders» fos distribuït per segells discogràfics alemanys. Des d'aleshores, el grup ha fet una gira per Europa gairebé cada any. El primer àlbum d'estudi de Fat Freddy's Drop, Based on a True Story, va ser el primer disc publicat de manera independent que va assolir el primer lloc a les llistes de vendes de Nova Zelanda després del seu llançament el 2005, i és el tercer àlbum més venut d'un artista nacional en la història del país. Based on a True Story va guanyar el premi al millor àlbum als New Zealand Music Awards el mateix any i es va mantenir a la llista de vendes dels 40 millors del país durant més de dos anys, esdevenint una de les bandes contemporànies de més èxit de la nació insular.

## Discografia
- 2001: Live at the Matterhorn
- 2005: Based on a True Story
- 2009: Dr Boondigga and the Big BW
- 2010: Live at Roundhouse
- 2013: Blackbird
- 2014: Live in Munich
- 2015: Bays
- 2019: Special Edition Part 1
- 2020: Lock-In
- 2021: Wairunga